# Turneria capensis
Turneria capensis é uma espécie de formiga do gênero Turneria.